# Moritz Bleibtreu
Moritz Bleibtreu (München, 1971. augusztus 13. – ) német színész.

## Pályafutása
Bleibtreu Münchenben született Monica Bleibtreu (1944–2009) és Hans Brenner (1938–1998) színészek fiaként, és Hedwig Bleibtreu (1868–1958) színésznő távoli rokonaként. Hamburgban nőtt fel. Első megjelenése a televízióban a késő hetvenes években volt a Neues aus Uhlenbusch című gyerekeknek szóló sorozatban, melyet anyja, Monica és Rainer Boldt írt. Következő szerepe Boldt Ich hatte einen Traumjában volt, emellett anyjával a Mit meinen heißen Tränen című minisorozatban játszott. Miután tizenhat évesen befejezte az iskolát, élt Párizsban és New Yorkban, ahol elvégzett egy színiiskolát. 1992-ben kezdte színészi karrierjét a hamburgi Schauspielhausban. Számos kisebb szerepet is kapott televíziós produkciókban.
Első gyermeke, David 2008 novemberében született Hamburgban.

## Filmjei
| Év   | Film                                   | Szerep                          | Megjegyzés |
| ---- | -------------------------------------- | ------------------------------- | ---------- |
| 1995 | Stadtgespräch                          | Karl                            |            |
| 1997 | A mennyország kapujában                | Abdul                           |            |
| 1998 | A lé meg a Lola                        | Manni                           |            |
| 1999 | Luna papa                              | Nasreddin                       |            |
| 2001 | Júliusban                              | Daniel Bannier                  |            |
| 2001 | Láthatatlan cirkusz                    | Eric                            |            |
| 2001 | A kísérlet                             | Tarek Fahd / 77-es számú fogoly |            |
| 2001 | Lammbock                               | Kai                             |            |
| 2001 | Szembesítés                            | David Wills hadnagy             |            |
| 2002 | Solino                                 | Giancarlo                       |            |
| 2004 | Germanikus                             | Kaiser Titus                    |            |
| 2004 | C(r)ook                                | Valentin                        |            |
| 2004 | Ágnes öcsénk                           | Hans-Jörg Tschirner             |            |
| 2005 | The Keeper: The Legend of Omar Khayyam | Malikshah                       |            |
| 2005 | A szerelem keresése és meglelése       | Mimi Nachtigal                  |            |
| 2005 | München                                | Andreas                         |            |
| 2006 | Elemi részecskék                       | Bruno                           |            |
| 2006 | A Sziklatanács titkal                  | Serguei Makov                   |            |
| 2007 | A kísérő                               | Emek Yoglu                      |            |
| 2007 | La Masseria Delle Allodole             | Ferzan                          |            |
| 2007 | Free Rainer - A te tévéd is hazudik    | Rainer                          |            |
| 2008 | Chiko                                  | Brownie                         |            |
| 2008 | Speed Racer                            | Grey Ghost                      |            |
| 2008 | Adam Resurrected                       | Joseph Gracci                   |            |
| 2008 | A Baader–Meinhof csoport               | Andreas Baader                  |            |
| 2008 | Kémnők                                 | Heindrich ezredes               |            |

## Fordítás
- Ez a szócikk részben vagy egészben az Moritz Bleibtreu című angol Wikipédia-szócikk ezen változatának fordításán alapul.  Az eredeti cikk szerkesztőit annak laptörténete sorolja fel. Ez a jelzés csupán a megfogalmazás eredetét és a szerzői jogokat jelzi, nem szolgál a cikkben szereplő információk forrásmegjelöléseként.